# 脱羧麦角酸
脱羧麦角酸（英語： 或 ，也称为9,10-脱氢-6-甲基麦角灵，或6-甲基-9-麦角烯）是一种含氮有机化合物，化学式C
15H
16N
2，是麥角酸以及其衍生物麥角酸二乙酰胺（LSD）的结构母体。